# Pintér Éva
Pintér Éva (Győr, 1986. június 28. –) válogatott labdarúgó, középpályás. Jelenleg a Győri Dózsa labdarúgója.

## Pályafutása

### Klubcsapatban
A Győri ETO csapatában kezdte a labdarúgást. 2007-ben igazolt a Győri Dózsa együtteséhez, ahol 2009-ben a magyar kupadöntős csapat tagja volt. A 2009–10-es idényben bronzérmet szerzett a csapattal.

### A válogatottban
2009-ben a belgrádi Universiade-n három, nem hivatalos mérkőzésen szerepelt a válogatottban.

## Sikerei, díjai
- Magyar bajnokság
  - 3.: 2009–10
- Magyar kupa
  - döntős: 2009

## Statisztika

### Mérkőzései a válogatottban
| Magyarország | Magyarország     | Magyarország  | Magyarország  | Magyarország | Magyarország | Magyarország | Magyarország | Magyarország |
| #            | Dátum            | Helyszín      | Hazai         | Eredmény     | Vendég       | Kiírás       | Gólok        | Esemény      |
| ------------ | ---------------- | ------------- | ------------- | ------------ | ------------ | ------------ | ------------ | ------------ |
|              | 2009. június 30. | Belgrád (SRB) | Franciaország | 3 – 0        | Magyarország | Universiade  | -            | 46'          |
|              | 2009. július 2.  | Belgrád (SRB) | Magyarország  | 2 – 3        | Írország     | Universiade  | -            | 66'          |
|              | 2009. július 4.  | Belgrád (SRB) | Magyarország  | 1 – 1        | Japán        | Universiade  | -            | 57'          |
|              | Összesen         |               |               | 0            | mérkőzés     |              | 0            | gól          |